# Levels (film)
Levels é un film canadese del 2024 scritto, diretto e prodotto da Adam Stern.